# بين نارين (مسلسل)
هوى الروح (بالتركية: Fatih Harbiye)‏ أو فاتح حربية أو كما يسمى في المغرب العربي بين نارين هو مسلسل درامي تركي مقتبس من رواية بنفس الاسم للكاتب الشهير بيامى صفا بطولة قادير دوغلو بدور ماجد ارجو اوغلو ونسليهان أتاغول بدور نريمان صلماز. تم بث المسلسل على العديد من القنوات من بينها شبكة أوربت شوتايم مدبلجا باللهجة السورية وقناة نسمة باللهجة التونسية وقناة دوزيم مدبلجا باللهجة المغربية.
يتحدث المسلسل عن منطقتين مختلفتين في إسطنبول:
- حربية: منطقة الطبقة الراقية والغنية التي دخلها الفكر الغربي المتحرر، حيث يعيش بطل القصة «ماجد أرجو أوغلو» مع والدته إنجي ووالده رجل الأعمال كريم، الذي يسعى بدوره أن يزوجه ب بيلين ابنة شريكه بالعمل.
- فاتح: منطقة شعبية محافظة، حيث تعيش بطلة القصة نيريمان هي وعائلتها وتحلم بأن تصبح رسامة ونحاتة معروفة، وبذلك تترك الجامعة لتغير اختصاصها من الموسيقى في السنة الثالثة، حيث يدرس أيضاً حبيب طفولتها شيناسي.

## قصة المسلسل
يروي المسلسل قصة الحب بين «نيريمان» فتاة الحي الشعبي و «ماجد» شاب من الطبقة الراقية، اللذان يحاربان عائلتاهما من اجل حبهما متحدّيان العوائق الاجتماعية.
وتدور الاحداث في أحد الاحياء الشعبية حيث تسكن «ناريمان صولماز» (نسليهان اتاغول) هي وابوها «فايز صولماز» وعمتها «جولتار» بعد وفاة والدتها وهي طفلة.
تُدعى «نيريمان» من قبل بنات خالها «بيلين» و «دويچو» إلى حفل مقام في ڤيللا «أرجو أوغلو» في منطقة حربية. تحاول «نيريمان» بمساعدة صديقتها «فخرية» حضور الحفل دون معرفة والدها أو حبيب طفولتها «شيناسي» بذلك. تلتقي «نيريمان» في الحفل ب «ماجد أرجو أوغلو» الذي يُفتَن بها بدوره ويحاول التقرّب منها. سرعان ما يقوم «ماجد» بدعوتها للرقص على يخته الخاص وتتطور الأحداث لتشعر «نيريمان» بالخوف من بقائها معه وحيدة على سطح اليخت وترمي بنفسها في البحر متأثرة بحادثة صديقتها في الحي «أصلى» التي اغتصبها حبيبها. يقوم «ماجد» مصدوماً بانقاذها وإعادتها إلى الشاطئ، حيث تكون الصحافة بانتظارهما ويتم التقاط صور لهما سوياً ونشرها في الصحف على أنهما على علاقة عاطفية.
يرى والد نريمان الخبر في اليوم التالي فيغضب منها، بينما يُصدم «شيناسي» من تصرف «نيريمان» وعلاقتها مع «ماجد» وينمو الشك في قلبه تجاهها حتى تفسد العلاقة بينهما ويقرر الابتعاد عنها وتغيير حياته ويحاول أن يصبح مغنياً معروفاً.
تعيش ناريمان حالة من المد والجزر بين حب طفولتها «شيناسي» وتعلقها الحديث ب «ماجد أرجو أوغلو». يتخلى «ماجد» عن جميع ممتلكاته من أجل ان يثبت لوالد «نيريمان» انه يحبها ويريد الزواج بها. تحاول «بيلين» التفريق بينهما لكنها لا تفلح.

## الشخصيات
- نيريمان: شابة جميلة ورقيقة، تعاني من الربو. تحب الرسم وتغير اختصاصها في الجامعة لتعزز هوايتها في الرسم والنحت.
- ماجد ارجو اوغلو : (مالك ارجو اوغلو بالدبلجة التونسية): شاب غني ووسيم جاد في عمله يحب نيريمان لدرجة تخليه عن حياة الرفاهية.
- عاصي: (شاهين بالدبلجة التونسية): شاب محافظ ومثالي من بيئة شعبية، يدرس الموسيقى في الجامعة ويعزف على العود.
- نيفين: (سيرين بالدبلجة التونسية): فتاة غنية، مدللة، محبة للمظاهر. واقعة في حب «ماجد أرجو أوغلو» منذ طفولتها وتحاول التقرب منه والزواج به.
- دويغو: (دنيا بالدبلجة التونسية): اخت بيلين وابنه خال نيريمان. تتعاطف مع نيريمان وتحاول إنشاء علاقة طيبة معها.
- فايز: والد نيريمان، رجل محافظ ومتزن، مثقف موسيقياً يحب العزف على الناي، شديد الحرص على سُمعة ابنته وأهل بيته ولديه قوانين صارمة.
- جولتار: (انتصار بالدبلجة التونسية): امرأة طيبة وقليلة الحيلة، تعيش مع شقيقها فايز وابنته منذ انفصالها عن زوجها، ولديها ابنة تدعى «شاهقة»
- فخرية: (فتحية بالدبلجة التونسية): فتاة مرحة وطيبة، صديقة نيريمان الحميمة، تساعدها للقاء بماجد، تكذب كثيرا للتغطية على صديقتها
- نيرفات: (أسماء بالدبلجة التونسية): شقيقة شيناسي الصغرى تتعرض للاغتصاب على يد حبيبها، فيتم تدبير زواجها منه لتغطية الفضيحة.
- عليا: (فايقة بالدبلجة التونسية) ابنة جولتار، فتاة لعوب، تحب المال، لديها ماضي غامض، تساعد بيلين بالتجسس على نيريمان وماجد.
- زهرة: والدة شيناسي واصلى ونزيهة، تعمل خياطة.
- جهاد: (جهاد) شقيق فخرية وصديق شيناسي المقرّب، مغرم بشاهقة لكنها لا تعيره اهتمام.
- كريم أرجي أوغلو والد ماجد، رجل أعمال انتهازي، يخون زوجته ويحاول تزويج ابنه ماجد ب بيلين لضمان مصالح شركته المستقبلية.
- إنجي: والدة ماجد، فنانة محبّة للرسم والفنون، تجد في بيلين مواصفات الفتاة المناسبة ل ماجد وتحاول التوفيق بينهما.

## البث الدولي
| الدولة       | القناة                         | تاريخ العرض                | العنوان                |
| ------------ | ------------------------------ | -------------------------- | ---------------------- |
| الوطن العربي | شبكة أوربت شوتايم/روتانا دراما | 2015/2018                  | هوى الروح              |
| بلغاريا      | دييما فاميلي نوفا              | 24 يونيو 2015 2 يونيو 2017 | Двете лица на Истанбул |
| مقدونيا      | ألفا تيفي                      | 23 سبتمبر 2015             | Рането срце            |
| كرواتيا      | نوفا تيفي                      | 13 يونيو 2016              | Pitanje časti          |
| تشيلي        | كنال تيفي                      | 13 مارس 2017               | Entre Dos Amores       |
| تونس         | نسمة                           | 30 ماي 2016                | بين نارين              |
| المغرب       | دوزيم                          | 2 نوفمبر 2017              | بين نارين              |

## روابط خارجية
- فاتح حربية على موقع IMDb (الإنجليزية)
- فاتح حربية على موقع فيلمافينيتي (الإسبانية)
- فاتح حربية على موقع كينوبويسك (الروسية)
- فاتح حربية على موقع قاعدة بيانات الفيلم (الإنجليزية)